# Tennis ai Giochi della XXV Olimpiade
Le gare di tennis dei Giochi della XXV Olimpiade si sono svolte tra il 28 e l'8 agosto 1992 al Tennis de la Vall d'Hebron di Barcellona. Sono state assegnate medaglie nelle seguenti specialità:
- singolare maschile
- singolare femminile
- doppio maschile
- doppio femminile

## Podi

### Uomini
| Evento                        | Oro                                 | Argento                              | Bronzo                                    |
| Singolare maschile (dettagli) | Marc Rosset                         | Jordi Arrese                         | Goran Ivanišević Andrej Čerkasov          |
| Doppio maschile (dettagli)    | Germania Boris Becker Michael Stich | Sudafrica Wayne Ferreira Piet Norval | Croazia Goran Ivanišević Goran Prpić      |
| Doppio maschile (dettagli)    | Germania Boris Becker Michael Stich | Sudafrica Wayne Ferreira Piet Norval | Argentina Javier Frana Christian Miniussi |

### Donne
| Evento                         | Oro                                           | Argento                                          | Bronzo                                        |
| Singolare femminile (dettagli) | Jennifer Capriati                             | Steffi Graf                                      | Arantxa Sánchez Vicario Mary Joe Fernández    |
| Doppio femminile (dettagli)    | Stati Uniti Gigi Fernández Mary Joe Fernández | Spagna Conchita Martínez Arantxa Sánchez Vicario | Squadra Unificata Leila Meskhi Nataša Zvereva |
| Doppio femminile (dettagli)    | Stati Uniti Gigi Fernández Mary Joe Fernández | Spagna Conchita Martínez Arantxa Sánchez Vicario | Australia Nicole Bradtke Rachel McQuillan     |

## Medagliere
| Posizione | Paese             |   |   |   | Totale |
| --------- | ----------------- | - | - | - | ------ |
| 1         | Stati Uniti       | 2 | 0 | 1 | 3      |
| 2         | Germania          | 1 | 1 | 0 | 2      |
| 3         | Svizzera          | 1 | 0 | 0 | 1      |
| 4         | Spagna            | 0 | 2 | 1 | 3      |
| 5         | Sudafrica         | 0 | 1 | 0 | 1      |
| 6         | Croazia           | 0 | 0 | 2 | 2      |
| 6         | Squadra Unificata | 0 | 0 | 2 | 2      |
| 8         | Argentina         | 0 | 0 | 1 | 1      |
| 8         | Australia         | 0 | 0 | 1 | 1      |
| Totale    | Totale            | 4 | 4 | 8 | 16     |